# Kalorie
Kalorie (Einheitenzeichen cal) ist eine veraltete Maßeinheit der Energie, insbesondere der Wärmemenge. Eine Kalorie ist nach einer gängigen Definition die Wärmemenge, die erforderlich ist, um (bei bestimmten Bedingungen) 1 Gramm Wasser um 1 Grad Celsius zu erwärmen.
Im Jahr 1948 ersetzte die 9. Generalkonferenz für Maß und Gewicht in Paris die Kalorie als physikalische Einheit der Wärmemenge durch die Einheit Joule. Aufgrund unterschiedlicher Definitionen der Kalorie existieren leicht unterschiedliche Umrechnungswerte. In der DIN-Norm zu Umrechnungen von Nicht-SI-Einheiten sind fünf verschiedene Werte angegeben. Die Physikalisch-Technische Bundesanstalt nennt zwei Definitionen.
In Deutschland ist die Verwendung des Joule als internationale SI-Einheit der Energie seit 1969 für amtliche Angaben und den Geschäftsverkehr gesetzlich vorgeschrieben. Im Warenverkehr der EU ist nach der jüngsten Richtlinie von 2010 neben einer Angabe in Joule als Einheit der Energie eine zusätzliche Angabe in der Einheit Kalorie zulässig. Bei Lebensmitteln darf diese zusätzliche Angabe gemäß Lebensmittel-Informationsverordnung (LMIV) auf der Verpackung nur mit der Einheit Kilokalorie (kcal) und in Klammern hinter der SI-Einheit Kilojoule (kJ) erfolgen. Zum Beispiel: Energie 210 kJ/100 g (50 kcal/100 g).

## Wortherkunft
Das Wort stammt von französisch calorie, wovon sich auch das Einheitszeichen ableitet. Abgeleitet ist es von lateinisch calor ‚Wärme‘. Das Wort etablierte sich in der Mitte des 19. Jahrhunderts und wurde später eingedeutscht als „Kalorie“.

## Definition

### Erwärmung von Wasser als Maß
Bereits bei der Entwicklung der Wärmelehre, später Thermodynamik, im 18. und 19. Jahrhundert wurde die Temperaturerhöhung von Wasser als Maß für die Wärmemenge verwendet. Im 19. Jahrhundert erkannte man, dass Wärme eine Energieform ist. Als Mayer (1842) und Joule (1850) das Wärmeäquivalent bestimmten, also den Umrechnungsfaktor zwischen mechanischer Energie und der daraus entstehenden Wärme, wurde die Temperaturerhöhung um 1 Grad Celsius bzw. 1 Grad Fahrenheit einer bestimmten Menge Wasser als Referenz gewählt. 
Obwohl die Wärmemenge durch die metrischen Einheiten der Energie (Erg, Joule) sowie aus dem parallelen praxisnahen elektromagnetischen System (basierend auf Ohm und Volt) ausgedrückt werden konnte, bestand vielfach der Wunsch, eine spezielle Einheit der Wärmemenge zu behalten, die auf der spezifischen Wärmekapazität von Wasser beruht. Wasser hatte schon bei der Entscheidung für das CGS-System und gegen ein System mit Meter statt Zentimeter als Basiseinheit der Länge eine entscheidende Rolle gespielt, weil damit seine Dichte in den Basiseinheiten annähernd 1 beträgt.
Kontrovers war um 1900 die Frage, ob die Kalorie durch einen festen Zahlenwert vom Joule oder Erg abgeleitet oder durch eine eigene Messvorschrift definiert sein sollte. Es gab verschiedene Definitionen der Kalorie. 
Einige davon definierten nur die Messvorschrift, mit der ein Wert mit gewisser Messgenauigkeit bestimmt werden kann; andere definierten einen exakten Umrechnungsfaktor zu anderen Einheiten.

### „Kleine“ und „große“ Kalorie
Ursprünglich gab es zwei konkurrierende „Kalorien“:
- die „kleine Kalorie“ („Grammkalorie“), definiert als Wärmemenge, die erforderlich ist, um 1 g Wasser um 1 °C zu erwärmen,
- die „große Kalorie“ („Kilogrammkalorie“), definiert als Wärmemenge, die erforderlich ist, um 1 kg Wasser um 1 °C zu erwärmen.

In der Physik wurde die Kalorie nach der Einführung des CGS-Systems eindeutig als Grammkalorie festgelegt, mit dem Einheitenzeichen „cal“. Die über ein Kilogramm Wasser definierte Einheit ist eine Kilokalorie (kcal).
Die auf dem Kilogramm basierende Einheit blieb aber umgangssprachlich als „große Kalorie“, manchmals mit dem groß geschriebenen Einheitenzeichen „Cal“, in Gebrauch. Möglicherweise ist das der Grund, warum man manchmal die mit der Nahrung aufgenommenen Kilokalorien verkürzend als „Kalorien“ bezeichnet. Das Wort „Kilokalorie“ vermeidet die Zweideutigkeit.
Eine weitere (mittlerweile veraltete) Einheit war die Thermie mit der Definition 1 th = 106 cal.

### Unterschiedliche Varianten
Die spezifische Wärmekapazität von Wasser ist deutlich temperaturabhängig; daneben hängt sie auch vom Umgebungsdruck sowie der Art des verwendeten Wassers (chemische Reinheit, Isotopenzusammensetzung) ab. Flüssiges Wasser hat ein Minimum der spezifischen Wärmekapazität bei etwa 30–50 °C von knapp 4,18 kJ·kg−1·K−1, bei 0 °C und 100 °C sind es jeweils um die 4,22 kJ·kg−1·K−1. 
Anfangs (Mitte des 19. Jahrhunderts) war ein Bezug auf die Erwärmung von Wasser von 0 °C auf 1 °C gebräuchlich, also ein recht hoher Wert von etwa 4,22 J pro Kalorie; später war eine Normung der Kalorie auf exakt 42 Millionen erg, entsprechend 4,2 J, im Gespräch.
Der internationale Standard ISO 80000-5 listet die früheren Umrechnungen nicht mehr auf.
Internationale-Tafel-Kalorie calITDie Internationale-Tafel-Kalorie wird mit exakt 1 calIT = 4,1868 J definiert („IT“ steht für „International (Steam) Table“). Dieser Wert wurde 1956 auf der 5. internationalen Konferenz über Eigenschaften von Wasserdampf in London festgelegt. Er wurde unter anderem deshalb gewählt, weil die Ziffernfolge ohne Rest durch 18 teilbar ist und somit Umrechnungen in Wärmemaße, die wie die Btu auf °F basieren, erleichtert waren. Auch die Umrechnung 1 kcal/h = 1,163 W hat dadurch eine endliche Zahl von Dezimalstellen.
Internationale Kalorie calintDie Internationale-Tafel-Kalorie ist von der internationalen Kalorie calint zu unterscheiden, die 1929 auf einer Vorgängerkonferenz (unter dem Namen „International Steam Table Conference“) als 1/860 einer internationalen Wattstunde definiert wurde. Einheiten mit dem Vorsatz „international“ beziehen sich auf alte Definitionen von Ohm und Ampere bzw. Volt, die praxisnäher, aber unabhängig von Meter und Kilogramm waren und sich deshalb mit zunehmender Messgenauigkeit von den entsprechenden „absoluten“ Einheiten unterschieden. Mit den 1948 von der 9. Generalkonferenz für Maß und Gewicht festgestellten mittleren Werten für das internationale Ohm und Volt von 1,00049 Ω bzw. 1,00034 V ergibt sich 1 calint ≈ 4,18684 J; die häufig genannten 4,18674 J beziehen sich auf die US-amerikanische Umrechnung der internationalen Einheiten (1,000495 Ω und 1,000330 V).
Thermochemische Kalorie calthDie thermochemische Kalorie (auch definierte oder Rossini-Kalorie genannt) wird mit exakt 1 calth = 4,184 J definiert. Dieser Wert basiert auf dem früher in thermochemischen Arbeiten in den USA gebräuchlichen Wert von 4,1833 internationalen Joule, umgerechnet mit den US-amerikanischen internationalen Einheiten, und ist so ursprünglich vom National Bureau of Standards definiert worden.
Auf Basis der thermochemischen Kalorie wurde auch das TNT-Äquivalent definiert, mit der die freigesetzte Energie von Explosionen angegeben wird. 1 Kilogramm TNT = 1000 kcalth = 4184 kJ
15-°C-Kalorie cal15Die 15-°C-Kalorie ist die Wärmemenge, die benötigt wird, um 1 g luftfreies Wasser bei einem konstanten Druck von 1013,25 hPa (dem Druck der Standardatmosphäre auf Meereshöhe) von 14,5 °C auf 15,5 °C zu erwärmen. Ein exakter Wert hierfür ist nicht vorgesehen; als Näherungswert wird 1 cal15 ≈ 4,1855 J angegeben, mit einer Unsicherheit von ±0,3 mJ.
Mittlere KalorieDie mittlere Kalorie entspricht dem 100. Teil der Wärmemenge, die erforderlich ist, um 1 Gramm Wasser bei einem Atmosphärendruck von 1013 hPa von 0 °C auf 100 °C zu erwärmen. Der daraus abgeleitete Wert ist 1 cal ≈ 4,1897 J oder 1 cal ≈ 4,19002 J.
Andere KalorienWeitere gebräuchliche Definitionen beziehen sich auf die spezifische Wärmekapazität von Wasser bei 4 °C (Maximum der Dichte; 1 cal ≈ 4,204 J) oder 20 °C (Bezugstemperatur für flüssige Lebensmittel in der EU; 1 cal ≈ 4,182 J); auch andere Bezugspunkte im Bereich typischer Labortemperaturen waren üblich.
Für den Brennwert von Nahrungsmitteln verwendet die Internationale Vereinigung der Ernährungswissenschaften (IUNS) calth als Einheit, die Physikalisch-Technische Bundesanstalt calIT.

## Verwendung

### Verwendung in der Physik
Die Kalorie wurde in der Wissenschaft noch bis weit ins 20. Jahrhundert, aber mit nachlassender Tendenz parallel zum Joule verwendet. Das Internationale Büro für Maß und Gewicht (BIPM) der Meterkonvention listete noch 1948 die Kalorie ausdrücklich als zulässige Einheit. Allerdings wurde schon damals die parallele Verwendung zweier Energieeinheiten infrage gestellt. In der ersten SI-Broschüre von 1970 wurde die Kalorie als „nicht empfohlen“ (généralement déconseillée) gelistet.

### Verwendung als Nährwertangabe

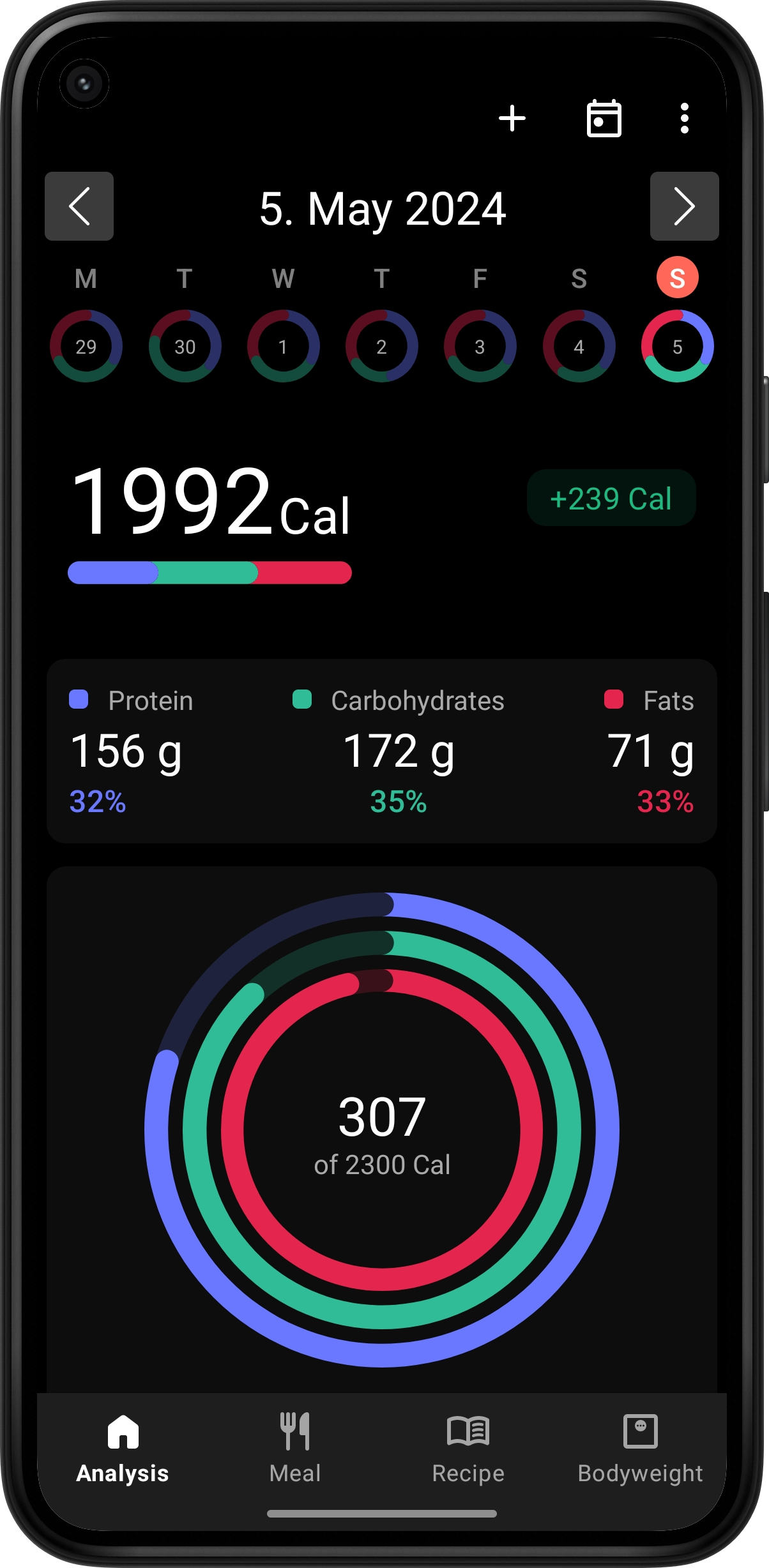
Anzeige eines Kalorienzähler-Programms. Die Angaben sind in Cal („große Kalorie“), was der Kilokalorie entspricht

Oft wird insbesondere der physiologische Brennwert von Lebensmitteln nach wie vor zusätzlich zur Angabe in Kilojoule in Kilokalorien angegeben; die EU-Richtlinie zur Nährwertkennzeichnung schrieb von 1990 bis Ende 2009 eine Angabe sowohl in kJ als auch in kcal vor. Andererseits müssen in der Wirtschaft und im öffentlichen Gesundheitswesen der EU stets die SI-Einheiten verwendet werden; gegenüber zusätzlich angegebenen anderen Einheiten müssen sie hervorgehoben sein. Insbesondere darf eine Angabe in kcal nicht in größerer Schrift gesetzt sein.
Seit dem 1. Januar 2010 muss der Brennwert eines Lebensmittels in der EU einheitlich in kJ bezogen auf eine bestimmte Menge – z. B. in kJ/100 g – angegeben werden, wobei die zusätzliche Angabe des Brennwerts in kcal unbefristet zulässig ist. Eine Frist zur Abschaffung der zusätzlichen Verwendung der kcal als Einheit im Warenverkehr mit Lebensmitteln war zunächst auf Anfang 1990 festgelegt und dann auf Anfang 2000 verlängert worden; die letzte Verlängerung bis Ende 2009 sowie die komplette Abschaffung der Frist wird mit Handelshemmnissen beim Export in Drittländer begründet. Von Anfang 1978 (dem Ende der Übergangsfrist der Vorläuferrichtlinie) bis Ende September 1981 (dem Inkrafttreten der vorhergehenden Richtlinie) war die Verwendung der Kalorie in der EU unzulässig.
Umgangssprachlich werden oft Nährwertangaben in Kilokalorien fälschlich als „Kalorien“ bezeichnet. In den USA ist bei Nährwertangaben die Bezeichnung Calorie (mit groß geschriebenem „C“) für Kilokalorien auch offiziell zulässig.
Der empfohlene Tagesbedarf für erwachsene Menschen variiert abhängig von Geschlecht und Alter. Durchschnittlich liegt er etwa bei 8–13 MJ (2–3 Mcal / 2000–3000 Kilokalorien), wie bereits Carl von Voit in der zweiten Hälfte des 19. Jahrhunderts errechnet hatte, während aktive Hochleistungssportler auch ohne Weiteres das Doppelte benötigen können.
Die österreichische Schwerarbeitsverordnung definiert schwere körperliche Arbeit u. a. so, wenn bei einer achtstündigen Arbeitszeit von Männern mindestens 8374 Kilojoule (2000 Kilokalorien) und von Frauen mindestens 5862 Kilojoule (1400 Kilokalorien) verbraucht werden (§ 1 Abs. 1 Z 4 Schwerarbeitsverordnung).

### Weitere Verwendung
Die Leistung von Öfen oder Heizungsanlagen wurde früher nicht in Watt, sondern in kcal/h angegeben (1000 kcal/h = 1,163 kW = 1163 W und umgekehrt 1000 W = 860 kcal/h).